# Superelipsa
Superelipsa (tudi Laméjeva krivulja) je ravninska družina krivulj, ki imajo v kartezičnem koordinatnem sistemu enačbo:
{\displaystyle \left|{\frac {x}{a}}\right|^{n}\!+\left|{\frac {y}{b}}\right|^{n}\!=1\!\,,}
kjer so:
- {\displaystyle n,{\text{ }}a,{\text{ }}b} pozitivna števila

Zgornji obrazec določa zaprto krivuljo v pravokotniku v mejah {\displaystyle -a\leq x\leq +a} in {\displaystyle -b\leq x\leq +b}. Parametra {\displaystyle a\,} in {\displaystyle b\,} se imenujeta polosi krivulje. 
V parametrična oblika je:
{\displaystyle x=\cos ^{2/m}t\!\,}
{\displaystyle y=\sin ^{2/m}t\!\,,}
kjer je {\displaystyle r>2}.
Oblika krivulje je odvisna od parametra {\displaystyle n\,}:
- če je {\displaystyle n\,} med 0 in 1, superelipsa izgleda kot štirikraka zvezda, ki ima vbočene stranice.
- če je {\displaystyle n=1/2\,} so stranice parabole
- če je {\displaystyle n=1} ima superelipsa obliko romba z oglišči v točkah (±a, 0) in (0, ±b)
- če je {\displaystyle n\,} med 1 in 2 izgleda kot romb, ki ima izbočene stranice
- če je {\displaystyle n=2\,} je krivulja običajna elipsa oziroma krožnica, če je {\displaystyle a=b\,}
- če je {\displaystyle n>2\,} izgleda kot pravokotnik z zaobljenimi vogali
- če je {\displaystyle n<2\,} krivuljo imenujemo hipoelipsa
- če je {\displaystyle n>2\,} krivuljo imenujemo hiperelipsa
- točke ekstrema so v točkah {\displaystyle (\pm a,{\text{ }}0} in {\displaystyle (0,{\text{ }}\pm b}).

## Posplošitve
Superelipso lahko opišemo s splošno obliko:
{\displaystyle \left|{\frac {x}{a}}\right|^{m}+\left|{\frac {y}{b}}\right|^{n}=1;\qquad m,n>0\!\,.}
ali z:
{\displaystyle {\begin{aligned}x\left(\theta \right)&={|\cos \theta |}^{\frac {2}{m}}\cdot a\operatorname {sgn}(\cos \theta )\\y\left(\theta \right)&={|\sin \theta |}^{\frac {2}{n}}\cdot b\operatorname {sgn}(\sin \theta ).\end{aligned}}\!\,.}

## Povezave z drugimi krivuljami
- astroida je superelipsa z {\displaystyle n=2/3} in {\displaystyle a=b}
- astroida je hipocikloida s štirimi vrhovi 
  - deltoida je hipocikloida s tremi vrhovi
- krožno zaobljeni kvadrat (štiristrano kolo) je superelipsa z {\displaystyle n=4}
  - Reulauxov trikotnik (tristrano kolo)
- superoblika je posplošitev superelipse
- superkvadrik je trirazsežna oblika superelipse.

## Ploščina omejena s superelipso
Ploščina, ki jo omejuje superelipsa, je:
{\displaystyle \mathrm {P} =4ab{\frac {\left(\Gamma \left(1+{\tfrac {1}{n}}\right)\right)^{2}}{\Gamma \left(1+{\tfrac {2}{n}}\right)}}\!\,,}
kjer je:
- {\displaystyle \Gamma (x)} funkcija gama.

## Zgodovina
Superelipso je prvi opisal francoski matematik Gabriel  Lamé (1795 – 1870).